# رود فوجی
رود فوجی، فوجیگاوا انگلیسی: 富士川 Fuji-k یک رود در استان یاماناشی در استان شیزوئوکا در مرکز ژاپن است. این رود ۱۲۸ کیلومتر طول دارد.